# Flux of Pink Indians
A Flux Of Pink Indians egy brit anarcho/post punk zenekar volt. 1980-ban alakultak meg a Hertfordshire megyében található Bishop's Stortford-ban. 1986-ban feloszlottak. Lemezeiket a Crass Records, Spiderleg Records, Overground Records, One Little Indian Records kiadók jelentették meg. Később csak "Flux"-ra változtatták a nevüket. Pályafutásuk alatt három nagylemezt és két EP-t jelentettek meg. A zenekar elődjének a "The Licks" és a "The Epileptics" együttesek számítanak, ezeken a neveken összesen két EP-t dobtak piacra.

## Tagok
- Colin Latter - éneklés
- Derek Birkett - basszusgitár
- Andy Smith - gitár
- Neil Puncher - gitár
- Sid Ation - gitár
- Dave Ellesmere ("Bambi") - dobok
- Simon Middlehurst - gitár
- Kev Hunter - gitár
- Martin Wilson - dobok
- Louise Bell - gitár
- Tim Kelly - gitár

## Diszkográfia

### Stúdióalbumok
- Strive to Survive Causing the Least Suffering Possible (1983)
- The Fucking Cunts Treat Us Like Pricks (1984)
- Uncarved Block (Flux néven, 1986)

### Egyéb kiadványok
EP-k:
- 1970's EP (The Licks néven, 1979, 1982-ben újból kiadták, ekkor Penny Rimbaud játszott a Crass-ből)
- Last Bus to Debden (The Epileptics néven, 1981)
- Neu Smell (Flux of Pink Indians néven, 1981)
- Taking a Liberty (Flux of Pink Indians néven, 1984)